# Brachiaria notochthona
Brachiaria notochthona là một loài thực vật có hoa trong họ Hòa thảo. Loài này được (Domin) Stapf mô tả khoa học đầu tiên năm 1920.